# Faune punique
Hipparchia powelli
Espèce
Statut de conservation UICN

 LC  : Préoccupation mineure
Le Faune punique (Hipparchia powelli) est un lépidoptère appartenant à la famille des Nymphalidae, à la sous-famille des Satyrinae et au genre Hipparchia.

## Dénomination
Il a été nommé Hipparchia powelli par Charles Oberthür en 1910.
Synonymes : Satyrus powelli Oberthür, 1910;Hipparchia hansii powelli ; Neohipparchia powelli  .

### Position taxonomique
Sa position comme espèce distincte de Hipparchia hansii est encore en cours d'étude, les genitalia étant très proches.

## Noms vernaculaires
Le Faune punique se nomme Powell's Grayling en anglais.

## Description
Le Faune punique est de couleur ocre foncée, ocre plus clair pour la femelle, avec en bordure une frange entrecoupée et deux ocelles noirs aveugles ou très discrètement pupillés peu visibles aux antérieures et un très petit aux postérieures.
Le revers est marbré d'ocre et de blanc, plus uniformément ocre clair chez la femelle, avec les nervures de couleur grisâtre bien visibles et les ocelles noirs cerclés d'ocre deux aux antérieures et un très petit aux postérieures.

## Biologie

### Période de vol et hivernation
Le Faune punique vole en une génération entre fin août et octobre.

### Plantes hôtes
Sa plante hôte est Lygeum spartum,.

## Écologie et distribution
Le Faune  punique n'est présent que dans le centre et l'ouest de la Tunisie.

### Biotope
Il réside dans des pentes rocheuses.